# Feel (Robbie Williams)
Feel è un brano musicale interpretato dal cantante britannico Robbie Williams, pubblicato come primo singolo estratto dal suo quinto album Escapology del 2002.

## Video musicale
Il video musicale, diretto da Vaughan Arnell, mostra Williams nei panni di un cowboy e vede la partecipazione dell'attrice Daryl Hannah. Esistono due versioni del video: una è girata in bianco e nero con Williams protagonista, l'altra a colori.

## Tracce
UK CD
1. "Feel" - 4:22
2. "Nobody Someday" [Demo Version] - 2:53
3. "You're History" - 2:04
4. "Feel" Making Of The Video & Photo Gallery

UK DVD
1. "Feel" Music Video [Color Version]
2. "Feel" Behind Scenes of the Video
3. "Nobody Someday" [Demo Version] Audio
4. "You're History" Audio

## Classifiche
| Classifica (2002/03)    | Posizione massima |
| ----------------------- | ----------------- |
| Australia               | 10                |
| Austria                 | 3                 |
| Belgio (Fiandre)        | 5                 |
| Belgio (Vallonia)       | 6                 |
| Canada                  | 10                |
| Danimarca               | 4                 |
| Europa                  | 3                 |
| Finlandia               | 13                |
| Francia                 | 6                 |
| Germania                | 3                 |
| Irlanda                 | 4                 |
| Italia                  | 1                 |
| Norvegia                | 2                 |
| Nuova Zelanda           | 7                 |
| Paesi Bassi             | 1                 |
| Portogallo              | 1                 |
| Regno Unito             | 4                 |
| Spagna                  | 13                |
| Stati Uniti (adult pop) | 28                |
| Svezia                  | 3                 |
| Svizzera                | 4                 |